# Комишинка (Бірський район)
Коми́шинка (рос. Камышинка, башк. Камышинка) — село у складі Бірського району Башкортостану, Росія. Входить до складу Силантьєвської сільської ради.
Населення — 117 осіб (2010; 128 у 2002).
Національний склад:
- росіяни — 78 %